# Nabrzeże Browaru Piastowskiego we Wrocławiu
Nabrzeże Browaru Piastowskiego położone jest przy Kanale Miejskim, na terenie Browaru Piastowskiego we Wrocławiu, osiedle Ołbin. Nabrzeże to położone jest tuż za Mostami Warszawskimi (drogowymi), a przed mostem kolejowym na linii kolejowej nr 143. Droga wodna, przy którym leży nabrzeże to tzw. Wrocławski Szlak Miejski (Szlak żeglugowy śródmiejski). Od południa można tu dopłynąć przez Śluzę Szczytniki z Górnej Odry Wrocławskiej, a z kierunku północno-zachodniego przez Śluzę Miejską. Nabrzeże położone jest na lewym brzegu kanału.
Nabrzeże zostało wybudowane w ramach inwestycji polegającej na budowie słodowni Breslauer Actien-Maltz Fabrik, w latach 1891–1894. Było ono użytkowane jako nabrzeże przeładunkowe na potrzeby tego zakładu. W 1926 r. teren przejęła firma Schultheiss Brauerei A.G. Abteilung V. Nabrzeże zmodernizowane zostało w latach 30. XX wieku. Użytkowane było jeszcze do lat 60. XX wieku.